# Wilber Varela
Wilber Alirio Varela-Fajardo, conosciuto anche come Jabón ("Sapone") (Roldanillo, 6 novembre 1957 – Mérida, 30 gennaio 2008), è stato un criminale narcotrafficante colombiano ed uno dei fondatori del cartello di Norte del Valle.
Nell'organizzazione rivestiva il ruolo di capo della batteria di fuoco. Personaggio  considerato  sanguinario, è stato inserito nella lista dei latitanti più pericolosi redatta dall'FBI.

## Biografia
Varela-Fajardo rivestiva un ruolo centrale nella violenza e nella brutalità associata al cartello di Norte del Valle e fu accusato di essere il mandante di molti degli omicidi di elementi di cartelli rivali, tra cui il cartello di Medellín e il cartello di Cali. Nel marzo del 2004, il governo colombiano, nel corso dell'operazione Resplandor, arrestò sette persone collegate al sottogruppo di Varela-Fajardo, e sequestrò 4,7 milioni di dollari in valuta contraffatta, 2.96 milioni di dollari americani e 71 milioni di pesos colombiani, tre veicoli, cinque motociclette e numerosi armi ed esplosivi ma non riuscirono ad arrivare al boss.
Nel maggio del 2004, con l'operazione Resplandor II, furono emessi mandati di cattura internazionali per Varela-Fajardo e i suoi accoliti e, sempre nel corso dell'operazione, furono sequestrati 15.000 dollari americani, un palmare ed un hard disk. Ma, ancora una volta, le autorità non riuscirono a catturare il boss, latitante ormai da molti mesi e condannato dal grand jury di Washington D.C. per traffico internazionale di stupefacenti. Nel corso delle indagini, si calcolò che il cartello di Norte del Valle, tra il 1990 e il 2004, esportò negli Stati Uniti, attraverso il Messico, oltre 500 tonnellate di cocaina per un valore di 10 miliardi di dollari.
Nel 2003 Varela, insieme al suo gruppo detto Los Rastrojos, entrò in guerra con il boss Diego Montoya. Durante la sua latitanza, il governo degli Stati Uniti offrì cinque milioni di dollari a chi potesse aiutare le autorità americane nelle ricerche. Wilber  Varela fu trovato assassinato insieme con una sua guardia, con addosso documenti di identità falsi, in un resort del complesso turistico del settore di "Lomas de los Angeles" in Mérida, Venezuela, il 30 gennaio 2008.
| Controllo di autorità | VIAF (EN) 172979708 · ISNI (EN) 0000 0001 2328 0648 · LCCN (EN) no2011113335 |